# Ade Mafe
Ade Mafe (eigentlich Adeoye Olubunm Mafe; * 12. November 1966 in Isleworth, London Borough of Hounslow) ist ein ehemaliger britischer Sprinter.
1984 gewann er über 200 Meter Silber bei den Halleneuropameisterschaften in Göteborg und wurde Achter bei den Olympischen Spielen 1984. 1985 holte er über dieselbe Distanz Silber bei den Hallenweltspielen in Paris.
1989 gewann er über 200 Meter Gold bei den Halleneuropameisterschaften in Den Haag und Silber bei den Hallenweltmeisterschaften in Budapest. Jeweils Bronze gewann er über diese Distanz 1990, für England startend, bei den Commonwealth Games in Auckland und 1991 bei den Hallenweltmeisterschaften in Sevilla.
Über 400 Meter wurde er 1992 Sechster bei den Halleneuropameisterschaften in Genua und erreichte bei den Weltmeisterschaften in Stuttgart das Viertelfinale.

## Persönliche Bestzeiten
- 200 m: 20,54 s, 25. August 1985, Cottbus
  - Halle: 20,80 s, 10. Februar 1989, Donostia-San Sebastián
- 400 m: 45,30 s, 23. Juli 1993, London
  - Halle: 46,47 s, 16. Februar 1992, Birmingham